# Live at Woodstock
Live at Woodstock uživo je album američkog glazbenika Jimija Hendrixa, postumno objavljen 6. srpnja 1999. godine od izdavačke kuće MCA Records.

## O albumu
Materijal na albumu sadrži pjesme koje je Jimi Hendrix sa svojim sastavom Gypsy Sun and Rainbows izveo 18. kolovoza 1969. godine na Woodstock festivalu u Bethelu u New Yorku. Većina pjesama već je objavljena 1994. godine na albumu Woodstock. Osim pjesme "Gypsy Woman" (od sastava The Impressions) i "Mastermind" koje je otpjevao ritam gitarist Larry Lee, Live at Woodstock sadrži čitavi repertoar koji je sastav izveo na festivalu.
Zbog vrlo lošeg snimljenog materijala Eddie Kramer je na kompletnom zvuku napravio remiks što je u konačnici odlično ispalo. Hendrix je raspustio Experience samo osam tjedana prije Woodstock festivala, a nova ekipa još nije bila dobro uvježbana te su teško pratili njegove solaže na gitari. Najveće promjene u zvuku napravljene su na izvedbama Hendrixa, Coxa i Mitchella, dok su Juma Sultan i Jerry Velez na udaraljkama izbačeni iz miksa. Izvorne snimke kompletne izvedbe mogu se čuti na nekoliko bootleg izdanja, a nastup svih izvođača najbolje je prikazan u skladbi "Jam Back At The House" ("Beginnings") u kojoj su Lee na ritam gitari te Sultan i Velez na udaraljkama značajan dio cjeline.

## Popis pjesama
Sve pjesme napisao je Jimi Hendrix, osim gdje je drugačije naznačeno.
| 1. | »Uvod«                   |  | 2:21 |
| 2. | »Message to Love«        |  | 7:21 |
| 3. | »Hear My Train A Comin'« |  | 9:49 |
| 4. | »Spanish Castle Magic«   |  | 7:05 |
| 5. | »Red House«              |  | 5:24 |
| 6. | »Lover Man«              |  | 5:11 |
| 7. | »Foxey Lady«             |  | 5:06 |
| 8. | »Jam Back at the House«  |  | 7:44 |

| 1. | »Izabella«                     |                                        | 6:42  |
| 2. | »Fire«                         |                                        | 3:42  |
| 3. | »Voodoo Child (Slight Return)« |                                        | 13:40 |
| 4. | »Star Spangled Banner«         | Francis Scott Key, John Stafford Smith | 3:43  |
| 5. | »Purple Haze«                  |                                        | 4:23  |
| 6. | »Woodstock Improvisation«      |                                        | 3:59  |
| 7. | »Villanova Junction«           |                                        | 4:28  |
| 8. | »Hey Joe«                      | Billy Roberts                          | 5:52  |

## Personnel
- Jimi Hendrix – električna gitara, vokal
- Mitch Mitchell – bubnjevi
- Billy Cox – bas-gitara
- Larry Lee – ritam gitara
- Juma Sultan – udaraljke
- Jerry Velez - udaraljke

### Produkcija
- Producenti - Janie Hendrix, Eddie Kramer i John McDermott
- John McDermott - kompilacijski producent
- Eddie Kramer - tehničar, mastering, miks, kompilacijski producent
- George Marino - mastering
- Dan McCoy - fotografija
- David Fricke - zabilješke
- Barry Levine - fotografija
- Allan Koss - fotografija
- Steve Mixdorf - asistent tehničara
- Janie Hendrix - kompilacijski producent
- William Roberts - skladatelj
- Leonard Eisenberg - fotografija
- Lee Osborne - tehničar
- John Stafford - skladatelj

## Vanjske poveznice
- Discogs - recenzija albuma